# Philippe Albert
Philippe Albert (Bouillon, 10 agosto 1967) è un ex calciatore belga, di ruolo difensore.

## Carriera

### Club
Nella carriera, ha giocato per lo Charleroi, Malines, Anderlecht, Newcastle United e Fulham.
È stato considerato un eroe per i Magpies, entrando nel cuore dei tifosi nonostante la sua poca tendenza difensiva, ma con un senso del gol notevole: il suo momento migliore è stato probabilmente quando ha segnato una rete nel cinque a zero inflitto dal Newcastle al Manchester United.
È stato nominato anche Calciatore belga dell'anno nel 1992, l'anno in cui si è trasferito dal Malines all'Anderlecht.
Dopo aver lasciato il Newcastle, nel 1999, ha giocato un'altra stagione nello Charleroi, prima di ritirarsi.

### Nazionale
Albert ha partecipato al campionato del mondo 1990 e al campionato del mondo 1994, con la Nazionale belga. Nel campionato del 1994, ha segnato la rete decisiva nel derby contro l'Olanda, prima che la sua selezione fosse eliminata agli ottavi dalla Germania, gara che ha visto un'altra segnatura fatta proprio da Albert. Tra il 1987 e il 1997, ha collezionato quarantuno presenze e cinque reti nella rappresentativa maggiore belga.

### Dopo il ritiro
Attualmente, lavora per la televisione belga, ma mantiene uno stretto contatto con il Newcastle United.

## Palmarès

### Club

#### Competizioni nazionali
- Campionato belga: 3

Mechelen: 1988-1989,
Anderlecht: 1992-1993, 1993-1994,
- Coppe del Belgio: 1

Anderlecht: 1993-1994
- Supercoppe del Belgio: 1

Anderlecht: 1993

#### Competizioni internazionali
- Supercoppa UEFA: 1

Mechelen: 1988

### Individuale
- Calciatore dell'anno del campionato belga: 1

1992